# 西の丸橋
西の丸橋（にしのまるばし）は、助任川上流部の徳島県道30号徳島鴨島線に架かる平面の橋である。
徳島県徳島市南前川町3丁目（北岸）と徳島町城内（南岸）を結ぶ。

## 概要
徳島城の跡地がある城山内の徳島中央公園が南岸に位置し、徳島城の西の丸があったことからこの名がついた。
西の丸橋界隈は、徳島市立体育館や徳島県立中央武道館などの主要施設があり、主要地方道である県道30号線の起点がすぐ近くにある。

## 隣の橋梁
（上流） - 前川橋 - 西の丸橋 - 助任橋 - （下流）